# Tweede Kamerverkiezingen in het kiesdistrict IJsselstein
Tweede Kamerverkiezingen in het kiesdistrict IJsselstein geeft een overzicht van verkiezingen voor de Nederlandse Tweede Kamer in het kiesdistrict IJsselstein in de periode 1848-1850.
Het kiesdistrict IJsselstein werd ingesteld na de grondwetsherziening van 1848. Tot het kiesdistrict behoorden de volgende gemeenten: Abcoude-Baambrugge, Abcoude-Proostdij, Achthoven, Achttienhoven, Benschop, Breukelen-Nijenrode, Breukelen-St. Pieters, Cabauw, De Bilt, Gerverskop, 's-Gravesloot, Haarzuilens, Harmelen, Hoenkoop, Houten, IJsselstein, Jaarsveld, Jutphaas, Kamerik-Houtdijken, Kamerik-Mijzijde, Kockengen, Laag-Nieuwkoop, Linschoten, Loenen, Loenersloot, Loosdrecht, Lopik, Maarssen, Maarssenbroek, Maarsseveen, Maartensdijk, Mijdrecht, Montfoort, Nigtevecht, Noord-Polsbroek, Oud-Wulven, Oudenrijn, Oudhuizen, Portengen, Ruwiel, Schalkwijk, Schonauwen, Snelrewaard, Teckop, Tienhoven, Tull en 't Waal, Veldhuizen, Vinkeveen, Vleuten, Vreeland, Vreeswijk, Westbroek, Willeskop, Willige Langerak, Wilnis, Wulverhorst, Zegveld, Zevender, Zuid-Polsbroek en Zuilen.
Het kiesdistrict IJsselstein vaardigde in dit tijdvak per zittingsperiode één lid af naar de Tweede Kamer.
Legenda
- cursief: in de eerste verkiezingsronde geëindigd op de eerste of tweede plaats, en geplaatst voor de tweede ronde;
- vet: gekozen als lid van de Tweede Kamer.

## 30 november 1848
De verkiezingen werden gehouden na ontbinding van de Tweede Kamer, na inwerkingtreding van de herziene grondwet.
|                      | 30 november | 7 december |
| -------------------- | ----------- | ---------- |
| Kiesgerechtigden     | 1.174       | 1.174      |
| Opkomst              | 1.071       | 1.016      |
| Geldige stemmen      | 1.069       | 1.014      |
| Blanco stemmen       | 2           | 0          |
| Kandidaten           |             |            |
| E.C.U. van Doorn     | 396         | 618        |
| J.G. Dolmans         | 385         | 393        |
| W.L.F.C. van Rappard | 266         |            |

## Opheffing
In 1850 werd het kiesdistrict IJsselstein opgeheven. De tot het kiesdistrict behorende gemeenten werden ingedeeld bij de al bestaande kiesdistricten Amersfoort (Maartensdijk), Gouda (Benschop, Cabauw, 's-Gravesloot, Harmelen, Hoenkoop, Jaarsveld, Kamerik-Houtdijken, Kamerik-Mijzijde, Kockengen, Linschoten, Lopik, Mijdrecht, Montfoort, Noord-Polsbroek, Oudhuizen, Snelrewaard, Teckop, Vinkeveen, Willige Langerak, Wilnis, Zegveld, Zevender en Zuid-Polsbroek) en Utrecht (overige gemeenten) die alle tegelijkertijd omgezet werden in een meervoudig kiesdistrict.